# Владимирская школа живописи
Владимирская школа живописи — термин, обозначающий деятельность группы художников-пейзажистов, проживающих на территории Владимирской области во второй половине XX — начале XXI века. Термин «школа» появился по отношению к их творчеству в связи с общими характерными чертами произведений и родством художественных принципов, по аналогии, например, с «Барбизонской школой живописи».

## Представители Владимирской школы живописи
Основателями Владимирской школы живописи считаются Владимир Яковлевич Юкин (1920—2000) и Ким Николаевич Бритов (1925—2010). Молодые художники познакомились в середине 50-х гг. и активно работали на пленэре, экспонировали свои произведения на областных и республиканских выставках. Позднее присоединился Валерий Григорьевич Кокурин (1930-2019). Николай Алексеевич Мокров (1926-1996) внёс значительный вклад в становление и развитие Владимирской школы живописи. Признанными мастерами называют и Валерия Сергеевича Егорова (1940-1998), Николая Николаевича Модорова. Таким образом, сформировалась целая плеяда мастеров, своим творчеством способствовавших формированию данного направления в искусстве.
В традициях владимирской школы живописи работали художники М. К. Лёвин, А. И. Лукин и др.

## Характерные черты Владимирской школы живописи
Тематика произведений ярких представителей Владимирской школы живописи преимущественно связана с древнерусскими городами, деревней, русской природой. 
Развивая цветовое направление русского реалистического искусства, художники Владимирской школы живописи стремились к передаче звонких, насыщенных, ярких и красочных отношений. Они базировались на передаче своих восторженных впечатлений от окружающего мира. Ради этого они жертвовали деталями, привычной взгляду завершенностью - именно поэтому часто об их живописи пишут, что художники владимирской школы живописи склонны к обобщениям и упрощённой, плоскостной трактовке формы и пространства. Эти черты побудили дать их живописи определение «декоративность».
Некоторые представители Владимирской школы живописи применяли особую технологию при написании живописных работ - она заключалась в добавлении наполнителя (клей, мел, опилки, и т. п.) в грунт, что придавало дополнительную пастозность и объём красочному слою. По словам народного художника РФ Сидорова Валентина Михайловича, эта технология вызывала огромное любопытство в художественной среде других регионов России в советское время.

## Истоки
«Наше направление в живописи, получившее наименование „Владимирская школа пейзажа“, своими корнями уходит в живопись реалистической школы. Но мы внесли в нее условность русского лубка, отчасти миниатюры, декоративность национального орнамента, свое видение окружающего мира».
Ким Николаевич Бритов
Владимирская школа живописи возникла на основе русской реалистической школы живописи. Предшественники ее художественного метода разрозненно жили и работали на территории нынешней Владимирской области в первой половине — середине XX века. В длинном списке имен необходимо выделить:
- Ивана Семеновича Куликова (1875—1941), ученика Ильи Ефимовича Репина;
- Федора Александровича Модорова (1890—1967), известного советского художника-реалиста, окончившего Академию художеств в Петрограде по мастерской В. Е. Маковского;
- Сергея Михайловича Чеснокова (1890—1965), ученика Николая Ивановича Фешина (1881—1955) и Павла Петровича Бенькова (1879—1949);
- Константина Ивановича Мазина (1874—1947), учившегося в Петербургской Академии Художеств в пейзажной мастерской профессора Александра Александровича Киселева (1838—1911).

Все они внесли значимый вклад в формирование облика изобразительного искусства Владимирского края к середине XX века. На базе их творческих достижений художники Владимирской школы живописи могли развивать цветовое направление реалистической школы живописи.
Одной из самых значимых личностей, стоящих у основания Владимирской школы живописи, был Николай Петрович Сычев (1883—1964), исследователь и реставратор древнерусского искусства, художник, педагог. Он обладал большим авторитетом среди коллег. Ученик известных исследователей искусства Никодима Павловича Кондакова и Дмитрия Власьевича Айналова, он посещал уроки И. Е. Репина в Академии художеств, был знаком с Архипом Ивановичем Куинджи, с учеником которого, Аркадием Рыловым, был связан дружескими отношениями. Николай Петрович Сычев обладал званием профессора, некоторое время занимал пост директора Русского музея в Ленинграде. Во Владимире оказался по окончании ссылки благодаря заступничеству Игоря Эммануиловича Грабаря. Здесь он принял активное участие в организации Союза советских художников Владимирской области в послевоенные годы, преподавал в изостудии при нем и состоял в Художественном совете. Сычев принимал активную роль в деятельности молодых художников, консультируя их и в творческой работе. В это время мало кто мог конкурировать с Н. П. Сычевым в опыте и художественных навыках на всей владимирской земле. Сычёв активно занимался преподавательской деятельностью — во Владимирском художественном ремесленном училище № 1 учились А. М. Смирнов, В. И. Смирнов, Н. А. Мокров, А. П. Некрасов, В. А. Потехин, А. С. Шаталов; в его студии изобразительного искусства при Доме народного творчества занимались К. Н. Бритов, В. А. Потехин, В. Г. Кокурин, В. Н. Титов и некоторые другие живописцы.
Большое значение Н. П. Сычев имел не только как художник-преподаватель-наставник, придерживающийся традиций русского реалистического искусства, но и исследователь, реставратор древнерусской живописи. Раскрытые под его руководством из-под позднейших записей светоносные, мягкие по цвету фрески Андрея Рублева сильно впечатлили деятелей изобразительного искусства. Это было настоящим потрясением для художественной среды, и побуждало к разрушению стереотипов о древнерусской живописи.
Открытие заново фресок Успенского собора, лекции Н. П. Сычева по истории древне-русского искусства, а также всплеск развития декоративно-прикладного искусства в советское время, особенно мстерской вышивки и лаковой миниатюры, повышенный интерес к народному искусству, в том числе к лубку, влияли на владимирских художников, заражали их любовью к своей родине, ее богатым традициям. Это и придавало произведениям художников Владимирской школы живописи характерную национальную окраску.

## История
Зримая история Владимирской школы живописи начинается с участия трех владимирских художников — Владимира Юкина, Кима Бритова и Валерия Кокурина во всесоюзной выставке «Советская Россия» в 1960 году, где их произведения были отмечены и негативной критикой, и положительными комментариями. Художники не изменили своего курса, представив более 80 живописных работ  в Москве на выставке «Художники Мстёры, Владимира, Гусь Хрустального» в 1964 г.
«На фоне суровых и темных картин, хоть и отражающих социалистическую действительность, владимирский пейзаж своими радостными оптимистическими красками создает ощущение настоящего праздника». 
Из выступления В. И. Юдичева, редактора журнала «Художник»
Внимание общественности к ярким, красочным, светоносным произведениям вдохновили владимирских художников. Уже в 1969 году состоялась групповая выставка В. Я. Юкина, К. Н. Бритова, В. Г. Кокурина, Н. А. Мокрова, Н. Н. Модорова и В. С. Егорова в Москве, в выставочном зале Союза художников РСФСР. Она получила большое количество положительных отзывов и утвердила достижения живописцев. После выставки искусствовед О. П. Воронова начала работать над альбомом, посвященном владимирским пейзажистам. Он был издана дважды: в 1973 и 1987 годах.
На становление Владимирской школы живописи повлиял тот факт, что её представители — К. Н. Бритов, В. Я. Юкин и Н. Н. Модоров занимали поочередно место председателя Владимирского отделения Союза художников около 30 лет, начиная с 1956 года. Это давало возможность формировать сильную группу художников Владимирского края. Впоследствии даже негативные комментарии авторитетного в те времена художника Гелия Коржева не смогли остановить развития данного направления в искусстве. Открытие выставки «Художники Владимира» в Ленинграде в 1979 году подтвердило, что работы ярких представителей Владимирской школы живописи получили признания современников.
«Перед нами сложившаяся художественная школа, которая оказывает всё больше влияния на развитие искусства в российских областях. Наряду с общей мажорностью творчества владимирцев чётко просматриваются индивидуальные интонации отдельных авторов».
из выступления искусствоведа Русского музея С. Н. Левандовского
«Наши художники тогда чувствовали, что в определенной степени созрели для того, чтобы заявить громко, может быть даже дерзко о своих творческих амбициях. Для этого были основания. Уже вовсю гулял термин „Владимирская школа живописи“. Многие художники приобрели громкую известность. В. Я. Юкин, К. Н. Бритов, В. Г. Кокурин, Н. А. Мокров, Н. Н. Модоров, В. С. Егоров и другие стали популярными в среде не только любителей искусства, но и среди широкой общественности».
Из воспоминаний художника Н. М. Баранова

## Наследие Владимирской школы живописи
Произведения художников Владимирской школы живописи находятся в музеях, галереях и частных коллекциях в России и за рубежом. Картины В. Я. Юкина, К. Н. Бритова, В. Г. Кокурина, Н. А. Мокрова, В. С. Егорова хранятся в Государственной Третьяковской Галерее. Наиболее крупные коллекции Владимирских художников находятся во Владимиро-Суздальском музее-заповеднике и Владимирском областном Центре пропаганды изобразительного искусства.